# مرونة مطاطية
المرونة المطاطية، هي مثال معروف على المرونة المفرطة، يصف السلوك الميكانيكي للعديد من البوليمرات، خاصة تلك التي تحوي روابط تشابكية.

## لمحة تاريخية
بعد تقديمها إلى أوروبا من العالم الجديد في نهايات القرن الخامس عشر، كان المطاط الطبيعي (البولي أيزوبرين) يعتبر غالبًا مجرد مثار فضول واندهاش. أكثر استخدام مفيد له كان في قدرته على محي آثار قلم الرصاص من خلال فرك الورق، ومن هنا جاء اسمه بالإنجليزية «Rubber» من فعل يزيل أو يمسح (rub). إحدى أكثر خواصه إثارةً للاهتمام هي زيادة درجة حرارته قليلًا (ولكن بشكل ملاحظ) عند مط عينة من المطاط. إذا سُمح له بالتقلص السريع يُلاحظ مقدار مكافئ من التبريد. استرعت هذه الظاهرة انتباه عالم الفيزياء الإنجليزي جون غوف، فنشر عام 1805 بعض الملاحظات النوعية عن هذه الخاصية بالإضافة إلى كيفية ازدياد قوة الشد المطلوبة مع ازدياد درجة الحرارة. بحلول منتصف القرن التاسع عشر، كانت نظرية الثرموديناميك قيد التطوير، وضمن إطار العمل هذا، أظهر عالم الرياضيات والفيزياء الإنجليزي اللورد كلفن أن التغير في الطاقة الميكانيكية المطلوب لشد عينة مطاطية يجب أن يكون متناسبًا مع ازدياد درجة الحرارة.
لاحقًا، رُبطت هذه الظاهرة بتغير الإنتروبي. أُكد الربط مع الثرموديناميك عام 1859 حين نشر عالم الفيزياء الإنجليزي جيمس جول أول قياس دقيق لازدياد درجة الحرارة المرافق لشد (مط) عينة مطاطية. أكد هذا العمل توقعات اللورد كلفن النظرية.
لم يكتشف أحد قبل المخترع الأمريكي تشارلز غوديير عام 1838 إمكانية تحسين هذه الخاصية بشكل كبير بإضافة الكبريت. أنتجت سلاسل الكبريت القصيرة روابط كيميائية تشابكية بين سلاسل جزيئات البولي أيزوبرين المتجاورة. يتكون سائل المطاط الطبيعي، قبل إنشاء الروابط التشابكية، من سلاسل خطية طويلة جدًّا، تحوي آلاف وحدات الأيزوبرين التي تشكل عمودًا فقريًّا، موصولًا من الرأس إلى الذيل. تتبع كل سلسلة مسارًا عشوائيًّا عبر السائل وهي على تماس مع آلاف السلاسل المجاورة. عند تسخينها إلى نحو 150 درجة مئوية، يمكن لجزيئات الربط التشابكي للسلاسل (كالكبريت أو بيروكسيد الديكوميل) أن تتفكك، وتنتج التفاعلات الكيميائية التابعة رابطة كيميائية بين السلاسل المتجاورة. النتيجة شبكة جزيئية ثلاثية الأبعاد. تتصل كل سلاسل البولي أيزوبرين الأصلية فيما بينها عند نقاط متعددة بواسطة هذه الروابط الكيميائية (عقد الشبكة) لتشكل جزيئًا واحدًا عملاقًا. تدعى المقاطع بين وصلتين تشابكيتين على نفس السلسلة سلاسل شبكية ويمكن أن تحتوي ما يصل إلى بضع مئات من وحدات الأيزوبرين. تنتج كل وصلة تشابكية في المطاط الطبيعي عقدةً شبكية بأربع سلاسل منبثقة منها. لا بد من وجود الشبكة في البوليمرات المطاطة. لطالما كان توقع كيفية استجابة شبكة جزيئية للإجهادات الميكانيكية محط اهتمام العلماء والمهندسين نظرًا لما للمطاط من أهمية بالغة على الصعيدين الاقتصادي والتكنولوجي. من أجل فهم خصائص المرونة للمطاط؛ تنبغي، نظريًّا، معرفة كل من الآليات الفيزيائية التي تحدث على المستوى الجزيئي من جهة، وكيف تتميز الشبكة بظاهرة السير العشوائي لسلاسل البوليمر من جهة أخرى. تنتج الآليات الفيزيائية التي تحدث ضمن مقاطع قصيرة من سلاسل البوليمر قوى المرونة، ويحدد شكل الشبكة كيف تشترك هذه القوى لتنتج إجهادًا ملاحظًا يمكننا مراقبته عندما تتشوه عينة مطاطية، عند تعرضها لإجهاد ناتج عن الشد.

## نماذج على المستوى الجزيئي
هناك حقيقةً العديد من الآليات الفيزيائية التي تنتج قوى مرونة ضمن سلاسل الشبكة عند شد عينة مطاطية. اثنان منها تنتج عن تغييرات الإنتروبي وواحدة تعزى إلى اضطراب زوايا الروابط الجزيئية على طول العمود الفقري للسلسلة. تتضح هذه الآليات فور شد عينة مطاطية متوسطة السماكة يدويًّا. في البداية، يكون المطاط صلبًا إلى حد ما، أي أن القوة يجب أن تزداد بمعدل مرتفع بالنسبة للإجهاد الناتج. عند إجهادات متوسطة، تكون زيادة القوة المطلوبة لتأدية نفس مقدار الشد أقل بكثير. أخيرًا، عند اقتراب العينة من نقطة الانهيار، تزداد صلابتها بشكل ملاحظ. ما يلاحظه المراقب هو تغيرات عامل المرونة الناتجة عن اختلاف الآليات الجزيئية. يأتينا مفهوم الإنتروبي من اختصاص الرياضيات الفيزيائية المسمى علم الميكانيك الإحصائي الذي يهتم بدراسة الأنظمة الحرارية الكبيرة، كالشبكات المطاطية عند درجة حرارة الغرفة. مع أن السلوك المفصل للسلاسل المكونة للشبكة عشوائي ومعقد للغاية بحيث لا يمكن دراسة كل منها على الصعيد الفردي؛ إلا أننا نستطيع تحصيل معطيات مفيدة جدًّا عن السلوك «الوسطي» من تحليل الميكانيك الإحصائي لعينة كبيرة. لا توجد أمثلة أخرى من حياتنا اليومية على كيفية إنتاج تغيرات الإنتروبي لقوىً. يمكن اعتبار القوى الإنتروبية في سلاسل البوليمرات ناتجةً عن اصطدامات حرارية تشهدها الذرات المكونة لها مع المادة المحيطة. هذه الاصطدامات المستمرة هي ما ينتج قوة مقاوَمة (مرونة) في السلاسل عند إجبارها على الاستقامة. في حين أن شد عينة مطاطية أكثر مثال شائع عن المرونة، فإنها تحدث أيضًا عند ضغط المطاط. يمكن اعتبار الضغط توسعًا ثنائي الأبعاد كما في نفخ البالون. الآليات الجزيئية التي تنتج قوة المرونة هي نفسها لجميع أنواع الإجهاد.
تظهر عدم إمكانية استنباط صيغة تحليلية بسيطة لتوقع الإجهاد المرئي، وذلك بسبب التعقيد الناتج عن إضافة نماذج قوى المرونة هذه إلى البنية المعقدة للشبكة. يمكن استيعاب هذا التفاعل المعقد بين القوى الجزيئية وبنية (أو شكل) الشبكة حصرًا من خلال المحاكاة العددية على الحاسوب لتوقع الإجهاد وحد الانهيار النهائي لعينة مطاطية عند تعرضها للإجهاد.

## مقاربات تاريخية لنظرية المرونة
اقترح كل من يوجين غوث وهوبرت م. جيمس المنشأ الإنتروبي للمرونة المطاطية عام 1941.

### الثرموديناميك
تؤثر درجة الحرارة في مرونة البوليمرات المرنة (الإلاستومرات) بطريقة غير عادية؛ فعند افتراض أن البوليمر المرن في حالة ممطوطة، يؤدي تسخينه إلى التقلص. وبالعكس، يسبب تبريده التمدد. يمكن ملاحظة هذا في سوار مطاطي عادي. يؤدي شد المطاطة إلى إطلاق الحرارة (ويمكنك تحسسها بشفتيك)، في حين أن تركها بعد شدها سيؤدي إلى امتصاص الحرارة، مبردةً الوسط المحيط. تفسر هذه الظاهرة من خلال طاقة غيبس الحرة. بإعادة ترتيب ΔG=ΔH−TΔS حيث G هي الطاقة الحرة، H هي الإنثالبي (المحتوى الحراري)، وS هي الإنتروبي، نحصل على TΔS=ΔH−ΔG. بما أن الشد غير تلقائي، إذ يحتاج عملًا خارجيًّا، يجب أن يكون المقدارTΔS سالبًا. بما أن درجة الحرارة T موجبة تمامًا (لا يمكن أن تصل أبدًا إلى الصفر المطلق)، يجب أن يكون الفرق ΔG سالبًا، ما يعني أن المطاط أكثر تشابكًا (له حالات مجهرية أكثر) في حالته الطبيعية عما يكون عليه عند الخضوع للشد. بالتالي، عند إزالة الشد، يكون التفاعل تلقائيًّا، جاعلًا الفرق ΔG سالبًا. بالنتيجة، يجب أن يؤدي الأثر التبريدي إلى قيمة موجبة للفرق ΔH، وبالتالي يكون ΔS موجبًا هنا.
النتيجة هي أن البوليمر المرن يتصرف تقريبًا كغاز أحادي الذرة، كما لا تخزن البوليمرات المرنة أي طاقة كامنة (بتقريب مقبول) في الروابط الكيميائية المشدودة ولا تخزن أيًا من عمل المرونة المصروف على شد الجزيئات، عند صرف العمل عليها. بل «يحرَّر» كل العمل المصروف على المطاط (لا يخزن) ويظهر فورًا في البوليمر على شكل طاقة حرارية. بنفس الطريقة، يؤدي كل العمل الذي تقوم به المادة المرنة على المحيط إلى اختفاء الطاقة الحرارية لأجل أداء العمل (تصبح المطاطة أبرد، كالغاز حين يتمدد). هذه الظاهرة الأخيرة تدل أن قدرة البوليمر على أداء العمل تعتمد فقط على (كما في الغاز المثالي) اعتبارات تخص تغير الإنتروبي، وليس على أي طاقة مخزنة (أي كامنة) ضمن روابط البوليمر. بل تأتي كل الطاقة اللازمة لأداء العمل من الطاقة الحرارية، وكما في حالة الغاز المثالي أثناء تمدده، يسمح التغير الموجب لإنتروبية البوليمر وحده بتحول الطاقة الحرارية الداخلية بشكل فعال (100% نظريًّا) إلى عمل.